# Заайдаровка
Заайдаровка (укр. Заайдарівка) — село, относится к Новопсковскому району Луганской области Украины.
Население по переписи 2001 года составляло 1586 человек. Почтовый индекс — 92340. Телефонный код — 6463. Занимает площадь 10,93 км². Код КОАТУУ — 4423381501.

## Местный совет
92340, Луганська обл., Новопсковський р-н, с. Заайдарівка, вул. Первомайська, 35  (укр.)